# Charles Stanley (pastor)
Charles Stanley (Danville, 25 de setembro de 1932 – Atlanta, 18 de abril de 2023) foi um pastor evangélico batista estadunidense. Ele era o pastor da Primeira Igreja Batista em Atlanta, e escritor, um  televangelista e o fundador do Ministério em Contato.

## Biografia
Stanley nasceu em 25 de setembro de 1932 em Dry Fork perto de Danville (Virgínia), Estados Unidos.  Ele estudou na University of Richmond e obteve um Bachelor of Arts, depois estudou no Southwestern Baptist Theological Seminary em Fort Worth e obteve um mestrado em teologia. Ele também obteve um mestrado em teologia e um doutorado em Ministério do Luther Rice Seminary em Florida.
Charles morreu no dia 18 de abril de 2023, aos 90 anos.

### Ministério
Em 1969 ele se tornou pastor na Primeira Igreja Batista em Atlanta e pastor sênior em 1971.  Em 1972 ele iniciou um programa de TV chamado The Chapel Hour.  Em 1977, ele fundou a Ministries In Contact, uma organização de ensino da Bíblia, com uma revista mensal.  Em 1978, ele começou a transmitir o programa de televisão In Touch (Em contato).  O programa foi traduzido para 50 idiomas. 
Em 1984 e 1985 ele foi eleito presidente da Convenção Batista do Sul.  Em setembro de 2020, ele deixou o cargo de pastor sênior na Primeira Igreja Batista em Atlanta. 